# Barattieri
I Barattieri sono un'antica famiglia della nobiltà piacentina di cui si hanno le prime notizie nel 1292.
I discendenti dei Barattieri abitano tuttora nell'Italia settentrionale.

## Origini
Le origini della famiglia risalirebbero al capostipite Nicolò Barattieri, di cui si hanno le prime notizie verso il 1198.

## Storia
Il 4 novembre 1466 Bianca Maria Visconti, vedova del duca Francesco Sforza e il figlio Galeazzo Maria Sforza, vendettero a Francesco I Barattieri, figlio del giureconsulto Bartolomeo, le entrate dei dazi che si riscuotevano nel territorio di San Pietro in Cerro. Il 9 novembre fu così investito del feudo di San Pietro e dei suoi adiacenti
A seguito l'odierno comune di San Pietro in Cerro porta nello stemma cittadino parte di quello della famiglia (due bande orizzontali azzurre con incastonati i tre dadi).
Il 17 gennaio 1546 furono riconosciuti Patrizi piacentini dal Duca Pier Luigi Farnese.
Nel 1674 alcuni membri della famiglia ottennero il titolo comitale dal duca Ferdinando Maria di Baviera.
Il 28 ottobre 1678 Ercole e Paolo Emilio Barattieri ottennero dal duca Ranuccio II Farnese la dignità comitale per sé e per i propri discendenti legittimi e naturali.

## Lo stemma

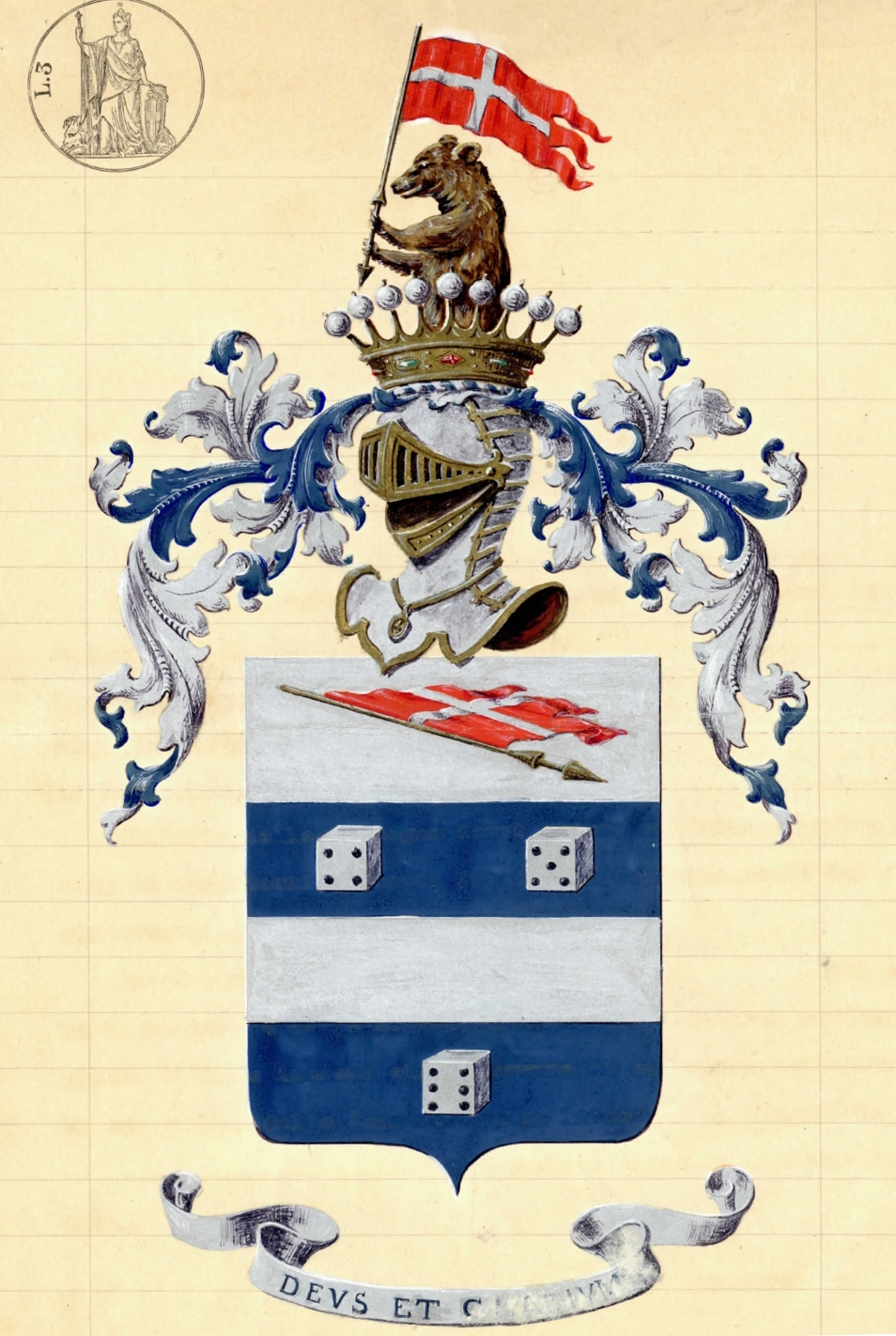

Lo stemma dei Barattieri trae origine dai motivi della nascita stessa della famiglia.
All'interno dello stemma campeggiano tre dadi; essi ricordano il fatto che Nicolò Barattiero, avendo eretto le due colonne di piazza San Marco, ottenne dal doge di Venezia Sebastiano Ziani di poter tenere banco dei giochi d'azzardo (all'epoca effettuati principalmente con dadi) ai piedi delle stesse.
L'orsa presente nello cimiero della famiglia è un omaggio a sant'Orsola, protettrice della famiglia, le cui reliquie giacciono in un sarcofago nella chiesa di San Pietro in Cerro, per volere della famiglia stessa.
Col passare degli anni lo stemma di alcuni rami della famiglia si è discostato da quello originale. Al posto dei tre dadi sono stati sostituiti tre triangoli; il motivo di questo cambiamento è da ricercarsi nella volontà di "rinnegare" le origini poco nobili del famiglia (il gioco d'azzardo) e rivestirle con un'aura di "sacralità" (i tre triangoli richiamano la Trinità).

### Blasonatura
Scudo sannitico, fasciato di quattro pezzi, nel due caricato di due dadi (faccia quattro e cinque), nel quattro caricato di un dado (faccia sei), entrambe le fasce di colore azzurro e le restanti, compresi i dadi, d'argento. Il capo, d'argento, caricato di una bandiera rossa alla croce d'argento fluttuante a sinistra, attaccata ad un'asta d'oro posta in banda.
Elmo: a cancelli di tre quarti, a destra con medaglia
Svolazzi e cercine: sempre d'azzurro e d'argento
Corona: tra lo scudo e l'elmo, tollerata di Conte. Sopra l'elmo, tollerata di Conte
Cimiero: Orsa, a destra, con lingua di fuori, tenente la bandiera (vedi sopra)

### Il motto
Sotto lo scudo: Deus et Gladium ("Dio e Spada"). Su lista bifida e svolazzante azzurra. Il testo in lettere romane minuscole.

## Personaggi illustri

Bartolomeo Barattieri, De feudis, 1612

- Nicolò (?-1181), ingegnere. Eresse le colonne in Piazza San Marco a Venezia e il primo Ponte di Rialto sempre a Venezia[13][14]
- Guido, consigliere del podestà di Bologna Oberto Visconti nel 1206. Podestà di Milano dal 1207 al 1209.[15]
- Guido, figlio di Alberto, canonico di Bruges,[16] nel 1342 nominato procuratore presso la corte pontificia ad Avignone[17][18]. Istituì un giuspatronato nella chiesa piacentina dei Santi Nazario e Celso, dove fece edificare una cappella dedicata a Sant'Orsola.[19]
- Alberico, nipote di Guido, anch'egli giureconsulto presso la curia papale ad Avignone. Nell'agosto del 1342 venne incaricato insieme allo zio Guido Barattieri e a un altro piacentino, Filippo da Cassano, di sostenere le ragioni del vescovo di Piacenza Rogerio presso la corte pontificia.[20]
- Traiano (o Travagnino o Travanino), giureconsulto.
- Antonio I, figlio di Traiano, giureconsulto, insegnò dal 1398 in poi presso l'università di Piacenza. Nel 1417 fu podestà di Cremona[21][22]. Sposò Caterina Anguissola e in seconde nozze Antonia Dulzani.
- Bartolomeo I, figlio di Antonio I, giureconsulto, dal 1439 al 1448 fu lettore del Sesto e delle Clementine e successivamente ordinario di diritto civile. Fu insignito del titolo di consigliere ducale a Milano[23]. Autore del trattato di diritto feudale intitolato De feudis e dedicato al duca Filippo Maria Visconti.[24]
- Bartolomeo II, figlio di Francesco I, figlio di Bartolomeo I, giureconsulto, nel 1489 fu ascritto al Collegio dei Dottori e Giudici di Piacenza, nel 1512 inviato a Roma come ambasciatore della comunità presso il papa Giulio II della Rovere e da egli nominato Cavaliere.[25] Morto il 13 settembre 1514[26][27].
- Francesco II, figlio di Bartolomeo II, podestà di Milano nel 1542,[28] nel 1559 ambasciatore del duca Ottavio Farnese a Venezia. Nel 1541 ottenne dall'imperatore Carlo V la cittadinanza di Milano per sé e per i propri discendenti. Divenne poi arciprete di Monza, dove morì nel 1575.[4]
- Giovanni Battista (Codogno 1601 - Parma 1677)[29], Ingegnere Camerale del Comune di Lodi, scrisse il famoso trattato "Architettura d'Acque" nel 1656.[30]
- Carlo Antonio, (Piacenza 1738 - Milano 1806), fratello di Gianfrancesco, fisico, autore di vari trattati tra i quali "Conghiettura sulla superfluità della materia colorata: o de' colori nella luce",[31] "Scoperte sul gran fenomeno della colorazione", "De' colori dissertazione".
- Ercole Giovanni Battista, conte, patr. di Piacenza tenente generale d'artiglieria e maresciallo in campo degli eserciti di S.M. Cattolica, re di Spagna, e successivamente comandante della città e castello di Piacenza nel 1751.[32]
- Dionigi (n. Pinerolo 25 luglio 1855 - m. Piacenza 3 febbraio 1930), conte, patr. di Piacenza, cavaliere di onore e devozione del S.M. Ordine di Malta, Cav. di Gr. Croce, ingegnere, storico, genealogista[33], figlio di Vittorio, commissario di S.M. alla Regia Consulta Araldica. Ha creato una preziosa collezione di carrozze d'epoca ora esposta nei Musei di Palazzo Farnese a Piacenza.[34] Fondatore del Museo del Risorgimento.[35]
- Gianfrancesco (11 luglio 1743 – 16 gennaio 1802) conte, patr. di Piacenza, matematico, fisico, meccanico, astronomo, musico, architetto,[36] ideatore dell'orologio solare e calendario perpetuo nel 1793 ancora presenti sulla facciata del Palazzo del Governatore a Piacenza, in piazza Cavalli.[37] Eletto principe dell'Accademia degli Scelti il 25 giugno 1762.[38]
- Vittorio, (Piacenza 15 dicembre 1819, Milano 21 maggio 1887), conte, patr. di Piacenza, figlio di Paolo Emilio III, maggior generale durante la seconda e la terza guerra di indipendenza nazionale. Comandò, con il grado di Colonnello, il reggimento Genova Cavalleria nella Battaglia di Custoza del 24 maggio 1866[39][40][41]. Fu decorato della Legione d'Onore di Francia da Napoleone III (1869)[42]
- Warmondo (Lodi, 28 marzo 1866 – Torino, 26 aprile 1937) Generale di Corpo d'Armata, M.A.V.M durante la battaglia di Cassala 1894, Cavaliere dell'Ordine militare di Malta[43]

## Albero Genealogico
|       |       |            |            |                                                         |                                                                  |                                                                  |                                                                     |                                                                     |                                  |                                                                    |                                                                    |               | |                                                                    |                                                            |                           |                                                      |                                                            |                                                                                |                                                                                |                                                                         |                  |                                                 |                                                 |                                                             |                                                             |             |             |                                                                         |            |       |       |          |          |
|       |       |            |            |                                                         |                                                                  |                                                                  |                                                                     |                                                                     |                                  |                                                                    |                                                                    |               | |                                                                    |                                                            |                           |                                                      |                                                            |                                                                                |                                                                                |                                                                         |                  |                                                 |                                                 |                                                             |                                                             |             |             | Guido (1230) Podestà di Bologna                                         |            |       |       |          |          |
|       |       |            |            |                                                         |                                                                  |                                                                  |                                                                     |                                                                     |                                  |                                                                    |                                                                    |               | |                                                                    |                                                            |                           |                                                      |                                                            |                                                                                |                                                                                |                                                                         |                  |                                                 |                                                 |                                                             |                                                             |             |             |                                                                         |            |       |       |          |          |
|       |       |            |            |                                                         |                                                                  |                                                                  |                                                                     |                                                                     |                                  |                                                                    |                                                                    |               | |                                                                    |                                                            |                           |                                                      |                                                            |                                                                                |                                                                                |                                                                         |                  |                                                 |                                                 |                                                             |                                                             |             |             |                                                                         |            |       |       |          |          |
|       |       |            |            |                                                         |                                                                  |                                                                  |                                                                     |                                                                     |                                  |                                                                    |                                                                    |               | |                                                                    |                                                            |                           |                                                      |                                                            |                                                                                |                                                                                |                                                                         |                  |                                                 |                                                 |                                                             |                                                             |             |             | Alberico 1 sp. Chiara Seccamelica                                       |            |       |       |          |          |
|       |       |            |            |                                                         |                                                                  |                                                                  |                                                                     |                                                                     |                                  |                                                                    |                                                                    |               | |                                                                    |                                                            |                           |                                                      |                                                            |                                                                                |                                                                                |                                                                         |                  |                                                 |                                                 |                                                             |                                                             |             |             |                                                                         |            |       |       |          |          |
|       |       |            |            |                                                         |                                                                  |                                                                  |                                                                     |                                                                     |                                  |                                                                    |                                                                    |               | |                                                                    |                                                            |                           |                                                      |                                                            |                                                                                |                                                                                |                                                                         |                  |                                                 |                                                 |                                                             |                                                             |             |             |                                                                         |            |       |       |          |          |
|       |       |            |            |                                                         |                                                                  |                                                                  |                                                                     |                                                                     |                                  |                                                                    |                                                                    |               | |                                                                    |                                                            |                           |                                                      |                                                            |                                                                                |                                                                                |                                                                         |                  |                                                 |                                                 |                                                             |                                                             |             |             | Giovanni (1340)                                                         |            |       |       |          |          |
|       |       |            |            |                                                         |                                                                  |                                                                  |                                                                     |                                                                     |                                  |                                                                    |                                                                    |               | |                                                                    |                                                            |                           |                                                      |                                                            |                                                                                |                                                                                |                                                                         |                  |                                                 |                                                 |                                                             |                                                             |             |             |                                                                         |            |       |       |          |          |
|       |       |            |            |                                                         |                                                                  |                                                                  |                                                                     |                                                                     |                                  |                                                                    |                                                                    |               | |                                                                    |                                                            |                           |                                                      |                                                            |                                                                                |                                                                                |                                                                         |                  |                                                 |                                                 |                                                             |                                                             |             |             |                                                                         |            |       |       |          |          |
|       |       |            |            |                                                         |                                                                  |                                                                  |                                                                     |                                                                     |                                  |                                                                    |                                                                    |               | |                                                                    |                                                            |                           |                                                      |                                                            |                                                                                |                                                                                |                                                                         |                  |                                                 |                                                 |                                                             |                                                             |             |             | Travanino ( ) - (1396) 1 sp. Agnosima Anguissola                        |            |       |       |          |          |
|       |       |            |            |                                                         |                                                                  |                                                                  |                                                                     |                                                                     |                                  |                                                                    |                                                                    |               | |                                                                    |                                                            |                           |                                                      |                                                            |                                                                                |                                                                                |                                                                         |                  |                                                 |                                                 |                                                             |                                                             |             |             |                                                                         |            |       |       |          |          |
|       |       |            |            |                                                         |                                                                  |                                                                  |                                                                     |                                                                     |                                  |                                                                    |                                                                    |               | |                                                                    |                                                            |                           |                                                      |                                                            |                                                                                |                                                                                |                                                                         |                  |                                                 |                                                 |                                                             |                                                             |             |             |                                                                         |            |       |       |          |          |
|       |       |            |            |                                                         |                                                                  |                                                                  |                                                                     |                                                                     |                                  |                                                                    |                                                                    |               | |                                                                    |                                                            |                           |                                                      |                                                            |                                                                                |                                                                                |                                                                         |                  |                                                 |                                                 |                                                             |                                                             |             |             | Antonio I 1 sp. Catterina Anguissola di Vigolzone 2 sp. Antonia Dulzani |            |       |       |          |          |
|       |       |            |            |                                                         |                                                                  |                                                                  |                                                                     |                                                                     |                                  |                                                                    |                                                                    |               | |                                                                    |                                                            |                           |                                                      |                                                            |                                                                                |                                                                                |                                                                         |                  |                                                 |                                                 |                                                             |                                                             |             |             |                                                                         |            |       |       |          |          |
|       |       |            |            |                                                         |                                                                  |                                                                  |                                                                     |                                                                     |                                  |                                                                    |                                                                    |               | |                                                                    |                                                            |                           |                                                      |                                                            |                                                                                |                                                                                |                                                                         |                  |                                                 |                                                 |                                                             |                                                             |             |             |                                                                         |            |       |       |          |          |
|       |       |            |            |                                                         |                                                                  |                                                                  |                                                                     |                                                                     |                                  |                                                                    |                                                                    |               | |                                                                    |                                                            |                           |                                                      |                                                            |                                                                                |                                                                                |                                                                         |                  |                                                 |                                                 | Bartolomeo I (1380 - 1450) Giurista 1 sp. Maddalena Dulzani | Bartolomeo I (1380 - 1450) Giurista 1 sp. Maddalena Dulzani | Gabriello   | Gabriello   | Margherita                                                              | Margherita | Luigi | Luigi | Caterina | Caterina |
|       |       |            |            |                                                         |                                                                  |                                                                  |                                                                     |                                                                     |                                  |                                                                    |                                                                    |               | |                                                                    |                                                            |                           |                                                      |                                                            |                                                                                |                                                                                |                                                                         |                  |                                                 |                                                 |                                                             |                                                             |             |             |                                                                         |            |       |       |          |          |
|       |       |            |            |                                                         |                                                                  |                                                                  |                                                                     |                                                                     |                                  |                                                                    |                                                                    |               | |                                                                    |                                                            |                           |                                                      |                                                            |                                                                                |                                                                                |                                                                         |                  |                                                 |                                                 |                                                             |                                                             |             |             |                                                                         |            |       |       |          |          |
|       |       |            |            |                                                         |                                                                  |                                                                  |                                                                     |                                                                     |                                  |                                                                    |                                                                    |               | |                                                                    |                                                            |                           |                                                      |                                                            |                                                                                |                                                                                |                                                                         |                  |                                                 |                                                 | Francesco I (1458 - 1481) 1 sp. Cattarina Scotti            |                                                             |             |             |                                                                         |            |       |       |          |          |
|       |       |            |            |                                                         |                                                                  |                                                                  |                                                                     |                                                                     |                                  |                                                                    |                                                                    |               | |                                                                    |                                                            |                           |                                                      |                                                            |                                                                                |                                                                                |                                                                         |                  |                                                 |                                                 |                                                             |                                                             |             |             |                                                                         |            |       |       |          |          |
|       |       |            |            |                                                         |                                                                  |                                                                  |                                                                     |                                                                     |                                  |                                                                    |                                                                    |               | |                                                                    |                                                            |                           |                                                      |                                                            |                                                                                |                                                                                |                                                                         |                  |                                                 |                                                 |                                                             |                                                             |             |             |                                                                         |            |       |       |          |          |
|       |       |            |            |                                                         |                                                                  |                                                                  |                                                                     |                                                                     |                                  |                                                                    |                                                                    |               | |                                                                    |                                                            |                           |                                                      |                                                            |                                                                                |                                                                                |                                                                         |                  | Bartolomeo II (1485) - 1514 1 sp. Bianca Scotti | Bartolomeo II (1485) - 1514 1 sp. Bianca Scotti | Alberico                                                    | Alberico                                                    | GiovanMaria | GiovanMaria |                                                                         |            |       |       |          |          |
|       |       |            |            |                                                         |                                                                  |                                                                  |                                                                     |                                                                     |                                  |                                                                    |                                                                    |               | |                                                                    |                                                            |                           |                                                      |                                                            |                                                                                |                                                                                |                                                                         |                  |                                                 |                                                 |                                                             |                                                             |             |             |                                                                         |            |       |       |          |          |
|       |       |            |            |                                                         |                                                                  |                                                                  |                                                                     |                                                                     |                                  |                                                                    |                                                                    |               | |                                                                    |                                                            |                           |                                                      |                                                            |                                                                                |                                                                                |                                                                         |                  |                                                 |                                                 |                                                             |                                                             |             |             |                                                                         |            |       |       |          |          |
|       |       |            |            |                                                         |                                                                  |                                                                  |                                                                     |                                                                     |                                  |                                                                    |                                                                    |               | |                                                                    |                                                            |                           |                                                      |                                                            | Francesco II Podestà di Milano (1517) - 1575 1                                 | Francesco II Podestà di Milano (1517) - 1575 1                                 |                                                                         |                  |                                                 | Marc'Antonio ( ) - ( )                          | Marc'Antonio ( ) - ( )                                      | Giulia                                                      | Giulia      | Margherita  | Margherita                                                              |            |       |       |          |          |
|       |       |            |            |                                                         |                                                                  |                                                                  |                                                                     |                                                                     |                                  |                                                                    |                                                                    |               | |                                                                    |                                                            |                           |                                                      |                                                            |                                                                                |                                                                                |                                                                         |                  |                                                 |                                                 |                                                             |                                                             |             |             |                                                                         |            |       |       |          |          |
|       |       |            |            |                                                         |                                                                  |                                                                  |                                                                     |                                                                     |                                  |                                                                    |                                                                    |               | |                                                                    |                                                            |                           |                                                      |                                                            |                                                                                |                                                                                |                                                                         |                  |                                                 |                                                 |                                                             |                                                             |             |             |                                                                         |            |       |       |          |          |
|       |       |            |            |                                                         |                                                                  |                                                                  |                                                                     |                                                                     |                                  |                                                                    |                                                                    |               | |                                                                    |                                                            |                           |                                                      | Ercole I 1595 - 1669 1 sp. Virginia Malaspina              | Ercole I 1595 - 1669 1 sp. Virginia Malaspina                                  | Paolo Emilio                                                                   | Paolo Emilio                                                            | Alberico         | Alberico                                        | Alessandro                                      | Alessandro                                                  | Camillo                                                     | Camillo     |             |                                                                         |            |       |       |          |          |
|       |       |            |            |                                                         |                                                                  |                                                                  |                                                                     |                                                                     |                                  |                                                                    |                                                                    |               | |                                                                    |                                                            |                           |                                                      |                                                            |                                                                                |                                                                                |                                                                         |                  |                                                 |                                                 |                                                             |                                                             |             |             |                                                                         |            |       |       |          |          |
|       |       |            |            |                                                         |                                                                  |                                                                  |                                                                     |                                                                     |                                  |                                                                    |                                                                    |               | |                                                                    |                                                            |                           |                                                      |                                                            |                                                                                |                                                                                |                                                                         |                  |                                                 |                                                 |                                                             |                                                             |             |             |                                                                         |            |       |       |          |          |
|       |       |            |            |                                                         |                                                                  |                                                                  |                                                                     |                                                                     |                                  |                                                                    |                                                                    |               | |                                                                    |                                                            |                           |                                                      | Giambattista (1579 - 1600 ) 1 sp. Barbara Landi di Rivalta | Giambattista (1579 - 1600 ) 1 sp. Barbara Landi di Rivalta                     |                                                                                |                                                                         | Guido ( ) - 1617 | Guido ( ) - 1617                                |                                                 |                                                             |                                                             |             |             |                                                                         |            |       |       |          |          |
|       |       |            |            |                                                         |                                                                  |                                                                  |                                                                     |                                                                     |                                  |                                                                    |                                                                    |               | |                                                                    |                                                            |                           |                                                      |                                                            |                                                                                |                                                                                |                                                                         |                  |                                                 |                                                 |                                                             |                                                             |             |             |                                                                         |            |       |       |          |          |
|       |       |            |            |                                                         |                                                                  |                                                                  |                                                                     |                                                                     |                                  |                                                                    |                                                                    |               | |                                                                    |                                                            |                           |                                                      |                                                            |                                                                                |                                                                                |                                                                         |                  |                                                 |                                                 |                                                             |                                                             |             |             |                                                                         |            |       |       |          |          |
|       |       |            |            |                                                         |                                                                  |                                                                  |                                                                     |                                                                     |                                  |                                                                    |                                                                    |               | |                                                                    |                                                            |                           | Ercole II (1600-1670) 1 sp. Costanza Scotti          | Ercole II (1600-1670) 1 sp. Costanza Scotti                | Francesco                                                                      | Francesco                                                                      |                                                                         |                  |                                                 |                                                 |                                                             |                                                             |             |             |                                                                         |            |       |       |          |          |
|       |       |            |            |                                                         |                                                                  |                                                                  |                                                                     |                                                                     |                                  |                                                                    |                                                                    |               | |                                                                    |                                                            |                           |                                                      |                                                            |                                                                                |                                                                                |                                                                         |                  |                                                 |                                                 |                                                             |                                                             |             |             |                                                                         |            |       |       |          |          |
|       |       |            |            |                                                         |                                                                  |                                                                  |                                                                     |                                                                     |                                  |                                                                    |                                                                    |               | |                                                                    |                                                            |                           |                                                      |                                                            |                                                                                |                                                                                |                                                                         |                  |                                                 |                                                 |                                                             |                                                             |             |             |                                                                         |            |       |       |          |          |
|       |       |            |            |                                                         |                                                                  |                                                                  |                                                                     |                                                                     |                                  |                                                                    |                                                                    |               | |                                                                    |                                                            |                           | Paolo Emilio I 1621-(1659) 1 sp. Ippolita Borghi     |                                                            |                                                                                |                                                                                |                                                                         |                  |                                                 |                                                 |                                                             |                                                             |             |             |                                                                         |            |       |       |          |          |
|       |       |            |            |                                                         |                                                                  |                                                                  |                                                                     |                                                                     |                                  |                                                                    |                                                                    |               | |                                                                    |                                                            |                           |                                                      |                                                            |                                                                                |                                                                                |                                                                         |                  |                                                 |                                                 |                                                             |                                                             |             |             |                                                                         |            |       |       |          |          |
|       |       |            |            |                                                         |                                                                  |                                                                  |                                                                     |                                                                     |                                  |                                                                    |                                                                    |               | |                                                                    |                                                            |                           |                                                      |                                                            |                                                                                |                                                                                |                                                                         |                  |                                                 |                                                 |                                                             |                                                             |             |             |                                                                         |            |       |       |          |          |
|       |       |            |            |                                                         |                                                                  |                                                                  |                                                                     |                                                                     |                                  |                                                                    |                                                                    |               | | Paolo Emilio II (1660 - ) 1 sp. Teresa Landriani                   | Paolo Emilio II (1660 - ) 1 sp. Teresa Landriani           |                           |                                                      | Ercole III                                                 | Ercole III                                                                     | Giambattista II (o Giovanni Battista) (1634 - 1699) ingegnere idraulico        | Giambattista II (o Giovanni Battista) (1634 - 1699) ingegnere idraulico |                  |                                                 |                                                 |                                                             |                                                             |             |             |                                                                         |            |       |       |          |          |
|       |       |            |            |                                                         |                                                                  |                                                                  |                                                                     |                                                                     |                                  |                                                                    |                                                                    |               | |                                                                    |                                                            |                           |                                                      |                                                            |                                                                                |                                                                                |                                                                         |                  |                                                 |                                                 |                                                             |                                                             |             |             |                                                                         |            |       |       |          |          |
|       |       |            |            |                                                         |                                                                  |                                                                  |                                                                     |                                                                     |                                  |                                                                    |                                                                    |               | |                                                                    |                                                            |                           |                                                      |                                                            |                                                                                |                                                                                |                                                                         |                  |                                                 |                                                 |                                                             |                                                             |             |             |                                                                         |            |       |       |          |          |
|       |       |            |            |                                                         |                                                                  |                                                                  |                                                                     |                                                                     |                                  |                                                                    |                                                                    | Tullio        | Tullio                                                                                             | Antonio Maria 1708 - 1744 1 sp. Maria Francesca Dell'acqua         | Antonio Maria 1708 - 1744 1 sp. Maria Francesca Dell'acqua | Nicolò                    | Nicolò                                               | -                                                          | -                                                                              |                                                                                |                                                                         |                  |                                                 |                                                 |                                                             |                                                             |             |             |                                                                         |            |       |       |          |          |
|       |       |            |            |                                                         |                                                                  |                                                                  |                                                                     |                                                                     |                                  |                                                                    |                                                                    |               | |                                                                    |                                                            |                           |                                                      |                                                            |                                                                                |                                                                                |                                                                         |                  |                                                 |                                                 |                                                             |                                                             |             |             |                                                                         |            |       |       |          |          |
|       |       |            |            |                                                         |                                                                  |                                                                  |                                                                     |                                                                     |                                  |                                                                    |                                                                    |               | |                                                                    |                                                            |                           |                                                      |                                                            |                                                                                |                                                                                |                                                                         |                  |                                                 |                                                 |                                                             |                                                             |             |             |                                                                         |            |       |       |          |          |
|       |       |            |            |                                                         |                                                                  |                                                                  |                                                                     |                                                                     |                                  |                                                                    |                                                                    |               | Gianfrancesco 1743 - 1802 Astronomo 1 sp. Adelaide Scotti Vigoleno                                 | Gianfrancesco 1743 - 1802 Astronomo 1 sp. Adelaide Scotti Vigoleno | Carlo Antonio (1738-1806)                                  | Carlo Antonio (1738-1806) |                                                      | Giuseppe (ramo estinto)                                    | Giuseppe (ramo estinto)                                                        |                                                                                |                                                                         |                  |                                                 |                                                 |                                                             |                                                             |             |             |                                                                         |            |       |       |          |          |
|       |       |            |            |                                                         |                                                                  |                                                                  |                                                                     |                                                                     |                                  |                                                                    |                                                                    |               | |                                                                    |                                                            |                           |                                                      |                                                            |                                                                                |                                                                                |                                                                         |                  |                                                 |                                                 |                                                             |                                                             |             |             |                                                                         |            |       |       |          |          |
|       |       |            |            |                                                         |                                                                  |                                                                  |                                                                     |                                                                     |                                  |                                                                    |                                                                    |               | |                                                                    |                                                            |                           |                                                      |                                                            |                                                                                |                                                                                |                                                                         |                  |                                                 |                                                 |                                                             |                                                             |             |             |                                                                         |            |       |       |          |          |
|       |       |            |            |                                                         |                                                                  |                                                                  |                                                                     |                                                                     |                                  |                                                                    |                                                                    |               | Paolo Emilio III (1765-1855) 1 sp. Sofia Capece della Somaglia 2 sp. Maddalena Scotti di S.Giorgio |                                                                    |                                                            |                           |                                                      |                                                            |                                                                                |                                                                                |                                                                         |                  |                                                 |                                                 |                                                             |                                                             |             |             |                                                                         |            |       |       |          |          |
|       |       |            |            |                                                         |                                                                  |                                                                  |                                                                     |                                                                     |                                  |                                                                    |                                                                    |               | |                                                                    |                                                            |                           |                                                      |                                                            |                                                                                |                                                                                |                                                                         |                  |                                                 |                                                 |                                                             |                                                             |             |             |                                                                         |            |       |       |          |          |
|       |       |            |            |                                                         |                                                                  |                                                                  |                                                                     |                                                                     |                                  |                                                                    |                                                                    |               | |                                                                    |                                                            |                           |                                                      |                                                            |                                                                                |                                                                                |                                                                         |                  |                                                 |                                                 |                                                             |                                                             |             |             |                                                                         |            |       |       |          |          |
|       |       |            |            |                                                         | Vittorio 1819 - 1887 1 Giuseppina Arborio Gattinara di Gattinara | Vittorio 1819 - 1887 1 Giuseppina Arborio Gattinara di Gattinara |                                                                     |                                                                     |                                  |                                                                    |                                                                    |               | |                                                                    |                                                            |                           |                                                      |                                                            | Alessandro I 1816 - 1894 Sindaco di San Pietro in Cerro 1 sp. Giuseppina Cagni | Alessandro I 1816 - 1894 Sindaco di San Pietro in Cerro 1 sp. Giuseppina Cagni | Egidio                                                                  | Egidio           |                                                 |                                                 |                                                             |                                                             |             |             |                                                                         |            |       |       |          |          |
|       |       |            |            |                                                         |                                                                  |                                                                  |                                                                     |                                                                     |                                  |                                                                    |                                                                    |               | |                                                                    |                                                            |                           |                                                      |                                                            |                                                                                |                                                                                |                                                                         |                  |                                                 |                                                 |                                                             |                                                             |             |             |                                                                         |            |       |       |          |          |
|       |       |            |            |                                                         |                                                                  |                                                                  |                                                                     |                                                                     |                                  |                                                                    |                                                                    |               | |                                                                    |                                                            |                           |                                                      |                                                            |                                                                                |                                                                                |                                                                         |                  |                                                 |                                                 |                                                             |                                                             |             |             |                                                                         |            |       |       |          |          |
| Paolo | Paolo | Alessandra | Alessandra | Adele ( o Adelaide) 1862 - 1933 1 sp. Alberto Brondello | Adele ( o Adelaide) 1862 - 1933 1 sp. Alberto Brondello          | Amalia 1858 - 1925 1 sp. Carlo Oltrona Visconti                  | Amalia 1858 - 1925 1 sp. Carlo Oltrona Visconti                     | Dionigi 1855 - 1930 Genealogista                                    | Dionigi 1855 - 1930 Genealogista | Warmondo 1866 - 1937 Generale 1 Adele Vincenzina Angela Maria Alix | Warmondo 1866 - 1937 Generale 1 Adele Vincenzina Angela Maria Alix |               | |                                                                    |                                                            |                           |                                                      |                                                            | Cesare 1850 - (1905) 1 sp. Angela Franceschelli                                | Cesare 1850 - (1905) 1 sp. Angela Franceschelli                                |                                                                         |                  |                                                 |                                                 |                                                             |                                                             |             |             |                                                                         |            |       |       |          |          |
|       |       |            |            |                                                         |                                                                  |                                                                  |                                                                     |                                                                     |                                  |                                                                    |                                                                    |               | |                                                                    |                                                            |                           |                                                      |                                                            |                                                                                |                                                                                |                                                                         |                  |                                                 |                                                 |                                                             |                                                             |             |             |                                                                         |            |       |       |          |          |
|       |       |            |            |                                                         |                                                                  |                                                                  |                                                                     |                                                                     |                                  |                                                                    |                                                                    |               | |                                                                    |                                                            |                           |                                                      |                                                            |                                                                                |                                                                                |                                                                         |                  |                                                 |                                                 |                                                             |                                                             |             |             |                                                                         |            |       |       |          |          |
|       |       |            |            |                                                         |                                                                  |                                                                  | Vittorio Vincenzo 1899 -1969                                        | Vittorio Vincenzo 1899 -1969                                        | Anna Alessandra                  | Anna Alessandra                                                    | Alix 1903 - ?                                                      | Alix 1903 - ? | Ludovico 1910 - 1992                                                                               | Ludovico 1910 - 1992                                               | Giuseppe                                                   | Giuseppe                  | Cesare Vittorio 1889 - 1972 1 sp. Antonia Martinengo | Cesare Vittorio 1889 - 1972 1 sp. Antonia Martinengo       | Gianfrancesco 1873 - 1941 1 sp. Maria Catturich                                | Gianfrancesco 1873 - 1941 1 sp. Maria Catturich                                | Emilia                                                                  | Emilia           | Giulia                                          | Giulia                                          |                                                             |                                                             |             |             |                                                                         |            |       |       |          |          |
|       |       |            |            |                                                         |                                                                  |                                                                  |                                                                     |                                                                     |                                  |                                                                    |                                                                    |               | |                                                                    |                                                            |                           |                                                      |                                                            |                                                                                |                                                                                |                                                                         |                  |                                                 |                                                 |                                                             |                                                             |             |             |                                                                         |            |       |       |          |          |
|       |       |            |            |                                                         |                                                                  |                                                                  |                                                                     |                                                                     |                                  |                                                                    |                                                                    |               | |                                                                    |                                                            |                           |                                                      |                                                            |                                                                                |                                                                                |                                                                         |                  |                                                 |                                                 |                                                             |                                                             |             |             |                                                                         |            |       |       |          |          |
|       |       |            |            |                                                         |                                                                  |                                                                  | Warmondo Cesare 1928 - 1957 1 sp. Isabella Barattieri di San Pietro | Warmondo Cesare 1928 - 1957 1 sp. Isabella Barattieri di San Pietro |                                  |                                                                    |                                                                    |               | |                                                                    |                                                            |                           |                                                      |                                                            | Cesare Tomaso 1915 - 1963                                                      | Cesare Tomaso 1915 - 1963                                                      |                                                                         |                  |                                                 |                                                 |                                                             |                                                             |             |             |                                                                         |            |       |       |          |          |